# Пропіонати
Пропіона́ти (відомі також як пропаноа́ти) — солі або естери пропіонової кислоти.

## Солі пропіонової кислоти
Лужні і лужноземельні солі пропіонової кислоти добре розчинні у воді і не розчиняються у органічних розчинниках.
До поширених солей пропінової кислоти належать пропіонат натрію, пропіонат кальцію, пропіонат калію, пропіонат амонію.

## Естери пропіонової кислоти
Естери пропіонової кислоти утворюються при взаємодії пропіонової кислоти зі спиртом. При цьому утворюються метиловий, етиловий, пропіловий, бутиловий, пентиловий, гексиловий, бензиловий, фенетиловий, феніловий та інші естери пропіонової кислоти.
Естери погано розчиняються у воді, але добре змішуються з органічними розчинниками.

### Токсичність
Ймовірний механізм надходження ефірів пропіонової кислоти через шкіру з наступним розвитком інтоксикації (малоймовірний при незначних концентраціях). Ефіри пропіонової кислоти вважаються отрутами політропної і паренхіматозної дії. В організмі під впливом ферментів пропіонати гідролізуються з утворенням пропіонової кислоти та спирту. Пропіонова кислота включається у цикл Кребса і повністю перетворюється в організмі з утворенням води і вуглекислого газу. Вона не є токсичною для організму. Характер, місце і сила дії пропіонатів на організм залежать від швидкості гідролізу.

### Застосування
Широко використовуються як розчинники і екстрагуючі засоби, добавки до лаків і клеїв на основі синтетичних смол, а пропіонати з приємним інтенсивним запахом використовуються як есенції в парфумерії та харчовій індустрії. Солі натрію, кальцію, калію застосовуються як консерванти у харчових продуктах в Європейському Союзі (Е 280—283) та Україні.
Пропіонати також знаходять застосування у виробництві пестицидів для знищення бур'янів — гербіцидів (феноксапроп-пара-етил, флуазифоп-пара-бутил, хізалафоп-пара-етил). Ці гербіциди є системної дії — вони акумулюються в тканинах наземної та підземної частини бур'янів і порушують синтез жирних кислот рослин, в результаті чого рослини гинуть. Період напіврозпаду пропіонатів у ґрунті — близько тижня.